# Panagiōtīs Tsalouchidīs
Panagiōtīs Tsalouchidīs (in greco: Παναγιώτης Τσαλουχίδης; Veria, 30 marzo 1963) è un allenatore di calcio ed ex calciatore greco, di ruolo centrocampista.

## Palmarès

### Giocatore

#### Competizioni nazionali
- Coppa di Grecia: 2

Olympiakos: 1989-1990, 1991-1992
- Supercoppa di Grecia: 1

Olympiakos: 1992